# Vesca
Vesca je naselje v Občini Vodice.